# Martin Mulligan

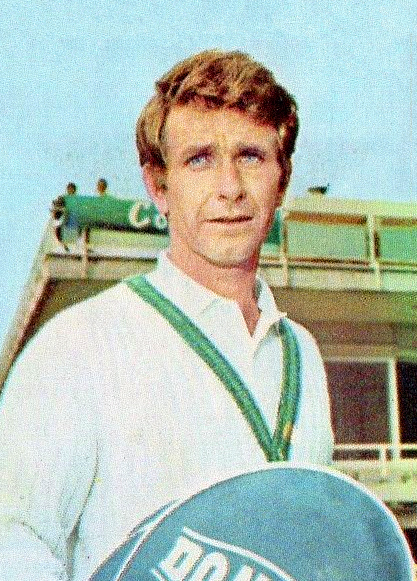
Martin Mulligan

Martin "Marty" Mulligan (n. 18 de octubre de 1940) es un exjugador de tenis de Australia, nacido en Marrickville, suburbio de Sídney. Se le recuerda principalmente por haber alcanzado la final del torneo de Wimbledon en 1962. En 1968 obtuvo la nacionalidad italiana, jugando hasta nueve partidos de Copa Davis con la selección de Italia y retirándose en 1973.

## Torneos de Grand Slam

### Finalista Individuales (1)
| Año  | Torneo    | Oponente en la final | Resultado   |
| 1962 | Wimbledon | Rod Laver            | 2-6 2-6 1-6 |

### Finalista Dobles (1)
| Año  | Torneo                 | Pareja      | Oponentes en la final   | Resultado            |
| 1961 | Campeonato Australiano | Roy Emerson | Rod Laver / Robert Mark | 3-6 5-7 6-3 11-9 2-6 |